# Tiro nos Jogos Olímpicos de Verão de 2024 - Fossa olímpica masculino
A competição da fossa olímpica masculino do tiro nos Jogos Olímpicos de Verão de 2024 foi disputada em 29 e 30 de julho de 2024 no Centro de Tiro Esportivo, em Châteauroux. Um total de 30 atiradores de 24 Comitês Olímpicos Nacionais (CON) participaram do evento.

## Qualificação
O período de qualificação começou com o Campeonato Europeu de 2022 em Larnaca, Chipre, para os eventos de espingarda. Por todo o processo, as vagas foram geralmente concedidas para os atiradores que terminassem em primeiro lugar nos Campeonatos Mundiais da Federação Internacional de Esportes de Tiro (ISSF) ou nos respectivos campeonatos continentais (África, Europa, Ásia, Oceania e Américas).
Após o término do período de qualificação, com todos os CONs recebendo a lista oficial de vagas, a ISSF verificou o Ranking Mundial em cada um dos eventos individuais de tiro. O atirador com a melhor colocação, que não tivesse classificado em nenhuma prova e cujo CON não tivesse vaga em uma prova específica, obteve uma vaga olímpica direta.

## Calendário
Horário local (UTC+2)
| Data                | Horário | Fase                 |
| ------------------- | ------- | -------------------- |
| 29 de julho de 2024 | 9:30    | Qualificação – Dia 1 |
| 30 de julho de 2024 | 9:00    | Qualificação – Dia 2 |
| 30 de julho de 2024 | 15:30   | Final                |

## Medalhistas
| Ouro   | GBR Nathan Hales     |
| Prata  | CHN Qi Ying          |
| Bronze | GUA Jean Pierre Brol |

## Recordes
Antes desta competição, os seguintes recordes eram estabelecidos:
| Recordes da qualificação | Recordes da qualificação | Recordes da qualificação | Recordes da qualificação | Recordes da qualificação |
| ------------------------ | ------------------------ | ------------------------ | ------------------------ | ------------------------ |
| Recorde mundial          | Giovanni Pellielo        | 125                      | Nicósia                  | 1 de abril de 1994       |
| Recorde olímpico         | Michael Diamond          | 125                      | Londres                  | 6 de agosto de 2012      |

| Recordes da final | Recordes da final            | Recordes da final | Recordes da final | Recordes da final   |
| ----------------- | ---------------------------- | ----------------- | ----------------- | ------------------- |
| Recorde mundial   | Nathan Hales                 | 49                | Lonato            | 16 de julho de 2023 |
| Recorde olímpico  | David Kostelecký Jiří Lipták | 43                | Tóquio            | 29 de julho de 2021 |

## Resultados

### Qualificação
Os seis primeiros atiradores após a qualificação avançam para a final.
| Pos. | Atirador                | CON                      | 1  | 2  | 3  | 4  | 5  | Total | S-off | Notas |
| ---- | ----------------------- | ------------------------ | -- | -- | -- | -- | -- | ----- | ----- | ----- |
| 1    | Qi Ying                 | CHN China                | 25 | 23 | 25 | 25 | 25 | 123   | +7    | Q     |
| 2    | Nathan Hales            | GBR Grã-Bretanha         | 25 | 24 | 24 | 25 | 25 | 123   | +6    | Q     |
| 3    | James Willett           | AUS Austrália            | 25 | 24 | 25 | 24 | 25 | 123   | +1    | Q     |
| 4    | Rickard Levin-Andersson | SWE Suécia               | 25 | 24 | 25 | 24 | 25 | 123   | +0    | Q     |
| 5    | Jean Pierre Brol        | GUA Guatemala            | 24 | 25 | 23 | 25 | 25 | 122   | +14   | Q     |
| 6    | Derrick Mein            | USA Estados Unidos       | 23 | 24 | 25 | 25 | 25 | 122   | +13   | Q     |
| 7    | Giovanni Cernogoraz     | CRO Croácia              | 23 | 25 | 25 | 24 | 25 | 122   | +10   |       |
| 8    | Yu Haicheng             | CHN China                | 25 | 23 | 25 | 25 | 24 | 122   | +6    |       |
| 9    | Mitchell Iles           | AUS Austrália            | 24 | 23 | 25 | 25 | 25 | 122   | +3    |       |
| 10   | Driss Haffari           | MAR Marrocos             | 23 | 25 | 25 | 25 | 24 | 122   | +2    |       |
| 11   | Owen Robinson           | NZL Nova Zelândia        | 23 | 25 | 23 | 25 | 25 | 121   |       |       |
| 12   | Yang Kun-pi             | TPE Taipé Chinês         | 22 | 25 | 25 | 24 | 25 | 121   |       |       |
| 13   | Mauro De Filippis       | ITA Itália               | 25 | 24 | 23 | 24 | 25 | 121   |       |       |
| 14   | Alberto Fernández       | ESP Espanha              | 23 | 25 | 24 | 25 | 24 | 121   |       |       |
| 15   | Oğuzhan Tüzün           | TUR Turquia              | 25 | 25 | 23 | 24 | 24 | 121   |       |       |
| 16   | Giovanni Pellielo       | ITA Itália               | 24 | 24 | 25 | 25 | 23 | 121   |       |       |
| 17   | Khaled Al-Mudhaf        | KUW Kuwait               | 24 | 25 | 23 | 24 | 24 | 120   |       |       |
| 18   | Jiří Lipták             | CZE Chéquia              | 24 | 21 | 24 | 25 | 25 | 119   |       |       |
| 19   | Sébastien Guerrero      | FRA França               | 24 | 23 | 23 | 24 | 25 | 119   |       |       |
| 20   | Eduardo Lorenzo         | DOM República Dominicana | 23 | 25 | 25 | 23 | 23 | 119   |       |       |
| 21   | Prithviraj Tondaiman    | IND Índia                | 22 | 25 | 21 | 25 | 25 | 118   |       |       |
| 22   | Andrés García           | ESP Espanha              | 22 | 24 | 25 | 23 | 24 | 118   |       |       |
| 23   | Saeed Abu Sharib        | QAT Catar                | 24 | 22 | 24 | 25 | 23 | 118   |       |       |
| 24   | Mohammad Beyranvand     | IRI Irã                  | 23 | 23 | 24 | 22 | 25 | 117   |       |       |
| 25   | Matthew Coward-Holley   | GBR Grã-Bretanha         | 24 | 22 | 24 | 23 | 24 | 117   |       |       |
| 26   | Marián Kovačócy         | SVK Eslováquia           | 22 | 24 | 24 | 24 | 23 | 117   |       |       |
| 27   | William Hinton          | USA Estados Unidos       | 22 | 23 | 23 | 24 | 24 | 116   |       |       |
| 28   | Leonel Martínez         | VEN Venezuela            | 23 | 24 | 23 | 23 | 23 | 116   |       |       |
| 29   | Gianluca Chetcuti       | MLT Malta                | 24 | 22 | 23 | 25 | 22 | 116   |       |       |
| 30   | Said Al-Khatri          | OMA Omã                  | 23 | 25 | 22 | 21 | 23 | 114   |       |       |

### Final
O atirador com menor número de acertos após a primeira série é eliminado (sexto colocado na classificação geral da competição). Em seguida, um atirador é eliminado após cada série de tiros até que restem apenas dois competidores.
| Pos.              | Atirador                | CON                | Séries | Séries | Séries | Séries | Séries | S-off | Notas            |
| Pos.              | Atirador                | CON                | 1      | 2      | 3      | 4      | 5      | S-off | Notas            |
| ----------------- | ----------------------- | ------------------ | ------ | ------ | ------ | ------ | ------ | ----- | ---------------- |
| Medalha de ouro   | Nathan Hales            | GBR Grã-Bretanha   | 24     | 29     | 33     | 38     | 48     |       | Recorde olímpico |
| Medalha de prata  | Qi Ying                 | CHN China          | 23     | 28     | 31     | 35     | 44     |       |                  |
| Medalha de bronze | Jean Pierre Brol        | GUA Guatemala      | 22     | 26     | 31     | 35     | —      |       |                  |
| 4                 | Rickard Levin-Andersson | SWE Suécia         | 23     | 28     | 30     | —      | —      |       |                  |
| 5                 | Derrick Mein            | USA Estados Unidos | 22     | 26     | —      | —      | —      |       |                  |
| 6                 | James Willett           | AUS Austrália      | 19     | —      | —      | —      | —      |       |                  |